# 鐵橋 (法蘭克福)

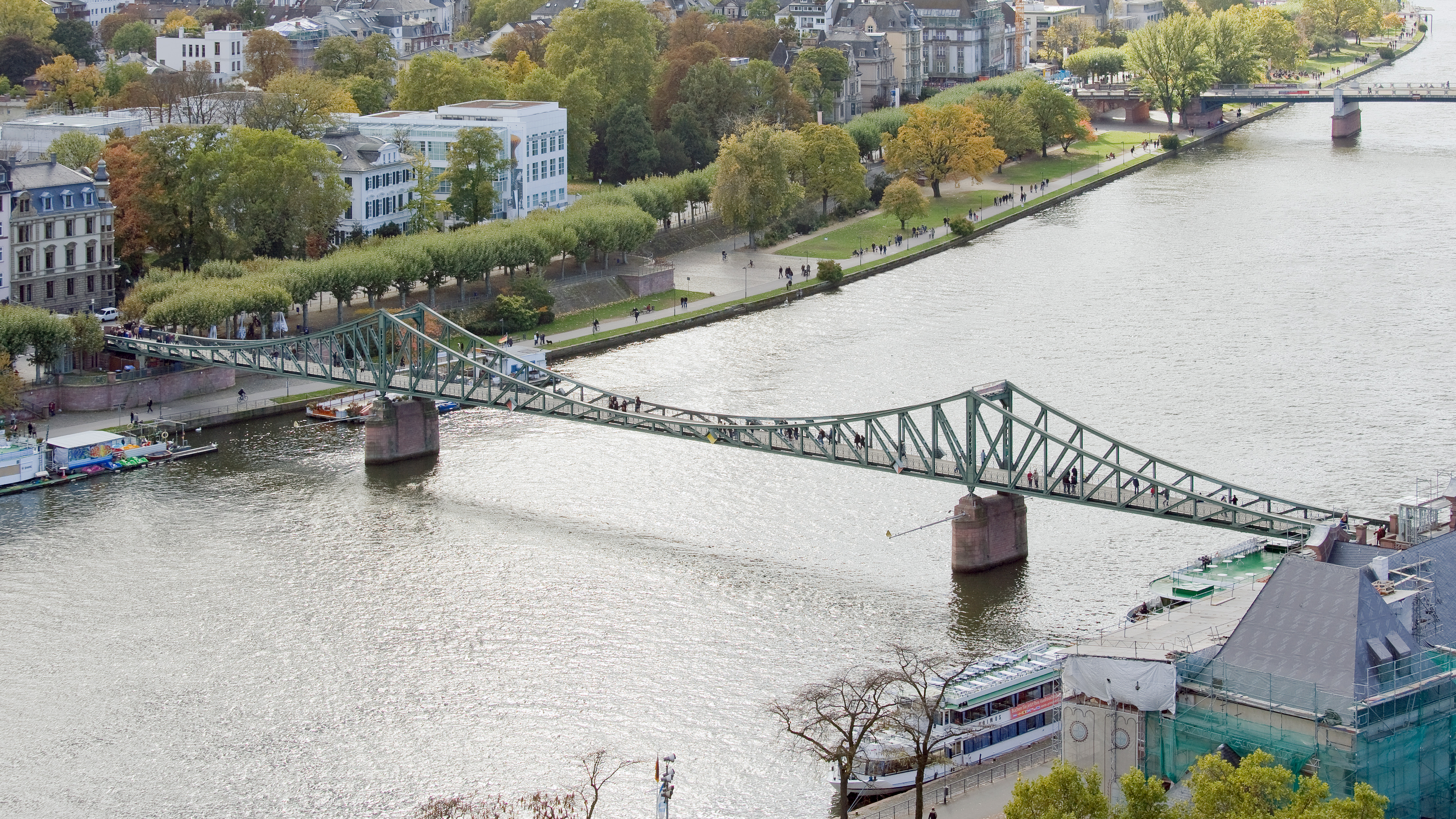
法兰克福铁桥

法蘭克福鐵橋（德語：Eiserner Steg）是位於德國城市法蘭克福的一座橋樑，修建於1868年，長170米，宽5.4米。現在法蘭克福鐵橋已經成為法蘭克福的地標。

## 外部連結
- Website zur Geschichte und Konstruktion des Eisernen Steges （页面存档备份，存于）

50°06′29″N 8°40′56″E / 50.108103°N 8.682122°E